# ESCM
ESCM (Electric Sky Church Music) es el segundo álbum de BT lanzado en 1997. Después de Ima , Transeau diversifica su música para crear himnos de club tales como "Flaming June", al tiempo que se inspira en drum and bass, así como hip hop . ESCM también cuenta con la adición de Transeau en vivo de guitarra, bajo y batería de las canciones, así como el uso de un conjunto de cuerdas.
Al igual que Ima, ESCM también mezclaba sonidos similares a un mix continuo. Para prensados de EE. UU., el tambor y la pista de bajo loungy "The Road to Lostwithiel" fue sustituido por el más sencillo "Lullaby for Gaia". Ambas canciones fueron hechas en forma de mezclar, en el álbum de retrospectiva,10 years in the life. Los CD en EE. UU. también cuentan con una versión editada de "Love, peace and grease".

## Listado de canciones
| 1. "Firewater" – 8:43 2. "Orbitus Teranium" – 8:10 3. "Flaming June" – 8:31 4. "The Road to Lostwithiel" - 8:38 5. "Memories in a Sea of Forgetfulness" – 7:40 6. "Solar Plexus" – 4:14 7. "Nectar" – 5:55 8. "Remember" – 8:01 9. "Love, Peace and Grease" – 5:21 10. "Content" – 10:51 - Contains an excerpt from "Flaming June (Simon Hale's Orchestrata)" as a hidden track. 1. "Firewater" – 8:43 2. "Orbitus Teranium" – 8:10 3. "Flaming June" – 8:31 4. "Lullaby for Gaia" (Jan Johnston, Transeau) – 5:26 5. "Memories in a Sea of Forgetfulness" (Culhane, Transeau) – 7:40 6. "Solar Plexus" – 4:14 7. "Nectar" – 5:55 8. "Remember" (BT, Johnston, Transeau) – 8:01 9. "Love, Peace and Grease (BT Puma Fila Edit)" – 3:52 10. "Content" – 10:51 - Contains an excerpt from "Flaming June (Simon Hale's Orchestrata)" as a hidden track. | Vinyl pressing Cara A "Firewater" – 8:43 "Orbitus Teranium" – 8:10 Cara B " Flaming June " – 8:31 "The Road to Lostwithiel" - 8:38 "Memories in a Sea of Forgetfulness" – 7:40 Cara C "Solar Plexus" – 4:14 "Nectar" – 5:55 "Remember" – 8:01 Cara D "Love, Peace and Grease" – 5:21 "Content" – 8:50 "Remember (Mood II Swing Remix)" – 7:36 |

## Personal
- Simon Hale – Strings arrangement on "Firewater", "The Road to Lostwithiel" and "Remember"
- T.H. Culhane – Vocals on first half of "Firewater"
- Paul Van Dyk – Additional production on "Flaming June"
- Jan Johnston – Vocals on "Lullaby for Gaia" and "Remember"
- Vini Reilly – Flamenco guitar on "Remember"
- BT – All other vocals, instruments and programming